# Paški Kozjak
Paški Kozjak je ime za naselje in ozko pogorje v Mestni občini Velenje med rekama Pako in Hudinjo. Pogorje je dolgo je dobrih deset kilometrov, orientirano: vzhod - zahod. Dva vrhova; Špik (1109 m) in Basališče (1272 m) povezuje greben. Imajo pa tudi prelep razgled pri Planinskem domu na Paškem Kozjaku (960m). 